# جان دافي
جان دافي (بالفرنسية: Jean Davy)‏ هو ممثل فرنسي، ولد في 15 أكتوبر 1911 في فرنسا، وتوفي في 5 فبراير 2001 بباريس في فرنسا.

## وصلات خارجية
- جان دافي على موقع IMDb (الإنجليزية)
- جان دافي على موقع ميوزك برينز (الإنجليزية)
- جان دافي على موقع أول موفي (الإنجليزية)
- جان دافي على موقع قاعدة بيانات الأفلام السويدية (السويدية)
- جان دافي على موقع ديسكوغز (الإنجليزية)
- جان دافي على موقع قاعدة بيانات الفيلم (الإنجليزية)
- جان دافي على موقع كينوبويسك (الروسية)